# Bordj Tahar
Bordj Tahar (în arabă برج الطهر) este o comună din provincia Jijel, Algeria.
Populația comunei este de 3.889 de locuitori (2008).